# Communauté territoriale du Sud Luberon
La communauté de communes du Sud Luberon (COTELUB) est une communauté de communes française, située dans le département de Vaucluse et la région Provence-Alpes-Côte d'Azur.

## Composition
Cette communauté territoriale regroupe 16 communes. En particulier, à la suite de la dissolution de la Communauté de communes des Portes du Luberon, Cadenet et Cucuron ont rejoint les 14 communes qui composaient initialement la communauté territoriale du Sud Luberon le 1er janvier 2017.
La communauté de communes est composée des 16 communes suivantes :
| Nom                        | Code Insee | Gentilé            | Superficie (km2) | Population (dernière pop. légale) | Densité (hab./km2) |
| -------------------------- | ---------- | ------------------ | ---------------- | --------------------------------- | ------------------ |
| La Tour-d'Aigues (siège)   | 84133      | Tourains           | 41,3             | 4 375 (2022)                      | 106                |
| Ansouis                    | 84002      | Ansouisiens        | 17,63            | 1 066 (2022)                      | 60                 |
| La Bastide-des-Jourdans    | 84009      | Jordanois          | 27,74            | 1 723 (2022)                      | 62                 |
| La Bastidonne              | 84010      | Bastidonnais       | 5,9              | 914 (2022)                        | 155                |
| Beaumont-de-Pertuis        | 84014      | Beaumontais        | 56,07            | 1 102 (2022)                      | 20                 |
| Cabrières-d'Aigues         | 84024      | Cabriérains        | 18,96            | 947 (2022)                        | 50                 |
| Cadenet                    | 84026      | Cadenetiens        | 25,08            | 4 327 (2022)                      | 173                |
| Cucuron                    | 84042      | Cucuronnais        | 32,68            | 1 849 (2022)                      | 57                 |
| Grambois                   | 84052      | Gramboisiens       | 31,2             | 1 204 (2022)                      | 39                 |
| Mirabeau                   | 84076      | Mirabelains        | 31,66            | 1 434 (2022)                      | 45                 |
| La Motte-d'Aigues          | 84084      | Mottaiguois        | 14,63            | 1 418 (2022)                      | 97                 |
| Peypin-d'Aigues            | 84090      | Peypiniens         | 17,36            | 663 (2022)                        | 38                 |
| Saint-Martin-de-la-Brasque | 84113      | Saint-Martinasques | 5,64             | 811 (2022)                        | 144                |
| Sannes                     | 84121      | Sannois            | 4,6              | 292 (2022)                        | 63                 |
| Villelaure                 | 84147      | Villelauriens      | 18,25            | 3 395 (2022)                      | 186                |
| Vitrolles-en-Lubéron       | 84151      | Vitrollains        | 16,15            | 199 (2022)                        | 12                 |

## Compétences
- Collecte et traitement des déchets des ménages et déchets assimilés
- Politique du cadre de vie
- Activités sanitaires
- Action sociale
- Création, aménagement, entretien et gestion de zone d'activités industrielle, commerciale, tertiaire, artisanale ou touristique
- Action de développement économique (Soutien des activités industrielles, commerciales ou de l'emploi, soutien des activités agricoles et forestières...)
- Tourisme
- Construction ou aménagement, entretien, gestion d'équipements ou d'établissements culturels, socioculturels, socioéducatifs, sportifs
- Activités périscolaires
- Activités culturelles ou socioculturelles
- Activités sportives
- Schéma de cohérence territoriale (SCOT)
- Schéma de secteur
- Création et réalisation de zone d'aménagement concerté (ZAC)
- Aménagement rural
- Études et programmation
- Création, aménagement, entretien de la voirie
- Droit de préemption urbain (DPU) pour la mise en œuvre de la politique communautaire d'équilibre social de l'habitat

## Autres adhésions
- Syndicat mixte ITER Vaucluse
- Syndicat mixte intercommunautaire pour l'étude, la construction et l'exploitation d'unités de traitement des ordures ménagères de la région de Cavaillon (Sieceutom)
- Syndicat mixte pour la création et le suivi du schéma de cohérence territoriale  (SCOT) du sud Luberon

## Historique
La « communauté de communes Luberon-Durance » est créée le 29 septembre 2000. Elle devient « communauté territoriale du Sud Luberon » en 2013.